# Oscar 2001
A 73.ª edição do Oscar, apresentada pela Academy of Motion Picture Arts and Sciences (AMPAS) em 25 de março de 2001, homenageou filmes de 2000 no Shrine Auditorium em Los Angeles. Durante a cerimônia, foram premiadas 23 categorias. A transmissão televisiva foi feita pelo canal ABC e produzida por Gil Cates e dirigida por Louis J. Horvitz. O apresentador Steve Martin apresentou a premiação pela primeira vez. Três semanas antes, Renée Zellweger apresentou a premiação por conquistas técnicas em 3 de maço no Regent Beverly Wilshire Hotel em Beverly Hills na California.

## Melhor Filme
- Vencedor:
  - Gladiador
- Indicados:
  - Chocolate
  - O Tigre e o Dragão
  - Erin Brockovich
  - Traffic

## Melhor ator
- Vencedor:
  - Russell Crowe em Gladiador
- Indicados:
  - Javier Bardem em Before Night Falls
  - Tom Hanks em Cast Away
  - Ed Harris em Pollock
  - Geoffrey Rush em Contos Proibidos do Marquês de Sade

## Melhor ator coadjuvante
- Vencedor:
  - Benicio Del Toro em Traffic
- Indicados:
  - Jeff Bridges em A conspiração
  - Willem Dafoe em Shadow of the Vampire
  - Albert Finney em Erin Brockovich
  - Joaquin Phoenix em Gladiator

## Melhor atriz
- Vencedor:
  - Julia Roberts em Erin Brockovich
- Indicados:
  - Joan Allen em A conspiração
  - Juliette Binoche em Chocolat
  - Ellen Burstyn em Réquiem para um sonho
  - Laura Linney em Conte comigo

## Melhor atriz coadjuvante
- Vencedor:
  - Marcia Gay Harden em Pollock
- Indicados:
  - Judi Dench em Chocolat
  - Kate Hudson em Quase Famosos
  - Frances McDormand em Quase Famosos
  - Julie Walters em Billy Elliot

## Melhor Direção
- Vencedor:
  - Steven Soderbergh por Traffic
- Indicados:
  - Stephen Daldry por Billy Elliot
  - Ang Lee por O Tigre e o Dragão
  - Steven Soderbergh por Erin Brockovich
  - Ridley Scott por Gladiador

## Filme Estrangeiro
- Vencedor:
  - O Tigre e o Dragão (Taiwan)
- Indicados:
  - Amores Perros (México)
  - Divided We Fall (República Checa)
  - Fama para todos (Bélgica)
  - O gosto dos outros (França)

## Direção de arte
- Vencedor:
  - O Tigre e o Dragão
- Indicados:
  - O Grinch
  - Gladiador
  - Contos Proibidos do Marquês de Sade
  - Vatel

## Fotografia
- Vencedor:
  - O Tigre e o Dragão
- Indicados:
  - Gladiador
  - Malena
  - O Brother, Where Art Thou?
  - O Patriota

## Melhor figurino
- Vencedor:
  - Gladiador
- Indicados:
  - O Tigre e o Dragão
  - O Grinch
  - 102 Dálmatas
  - Contos Proibidos do Marquês de Sade

## Documentário longa-metragem
- Vencedor:
  - Into The Arms of Strangers: Stories Of The Kindertransport
- Indicados:
  - Legacy
  - Long Night's Journey Into Day
  - Scottsboro: An American Tragedy
  - Sound and Fury

## Melhor Edição
- Vencedor:
  - Traffic
- Indicados:
  - Gladiador
  - Quase Famosos
  - O Tigre e o Dragão
  - Garotos Incríveis

## Melhor Maquiagem
- Vencedor:
  - O Grinch
- Indicados:
  - A Cela
  - A sombra do vampiro

## Melhor Trilha sonora
- Vencedor:
  - O Tigre e o Dragão
- Indicados:
  - Chocolat
  - Gladiador
  - Malena
  - O Patriota

## Melhor canção original
- Vencedor:
  - Garotos Incríveis
- Indicados:
  - O Tigre e o Dragão
  - A Nova Onda do Imperador
  - Entrando Numa Fria
  - Dançando no escuro

## Som
- Vencedor:
  - Gladiador
- Indicados:
  - Náufrago
  - O Patriota
  - Mar em Fúria
  - U-571 - A Batalha do Atlântico

## Efeitos sonoros
- Vencedor:
  - U-571 - A Batalha do Atlântico
- Indicados:
  - Cowboys do Espaço

## Efeitos visuais
- Vencedor:
  - Gladiador
- Indicados:
  - O Homem sem Sombra
  - Mar em Fúria

## Roteiro Adaptado
- Vencedor:
  - Traffic
- Indicados:
  - Chocolat
  - O Tigre e o Dragão
  - O Brother, Where Art Thou?
  - Garotos Incríveis

## Roteiro Original
- Vencedor:
  - Quase Famosos
- Indicados:
  - Billy Elliot
  - Erin Brockovich
  - Gladiador
  - Conte comigo